# Operazione Wunderland
Operazione Wunderland, in tedesco "Unternehmen Wunderland", era il nome in codice di un'operazione militare della Kriegsmarine durante la seconda guerra mondiale, avvenuta tra l'agosto e il settembre del 1942 nelle acque del Mare di Kara a nord della Siberia.
Il bacino del Mare di Kara rappresentava uno snodo commerciale importante per l'Unione Sovietica, che vi faceva passare vari convogli di mercantili carichi delle materie prime strategiche fornite dai giacimenti siberiani. Il 16 agosto 1942 l'incrociatore pesante Admiral Scheer e tre cacciatorpediniere, sotto il comando del Kommodore Wilhelm Meendsen-Bohlken salpò da Narvik ed entrò nel bacino provenendo dal mare di Barents; un gruppo di sommergibili U-Boot conduceva nel mentre varie azioni diversive e di attacco nella zona.
L'operazione Wunderland ebbe in conclusione un modesto successo. In ragione delle pessime condizioni meteorologiche e dell'abbondanza di ghiacci, le navi tedesche non si avventurarono oltre lo stretto di Vil'kickij, bombardando il porto di Dikson e affondando alcune unità mercantili sovietiche, ma fallendo nel neutralizzare i traffici commerciali nel bacino.

## Antefatti
A dispetto della loro posizione remota e del clima ostile, le acque del Mare di Barents e del Mare di Kara costituivano importanti vie di comunicazione navale per l'Unione Sovietica: carichi di materiali di importanza strategica come petrolio, minerali e legname provenienti dalla Siberia settentrionale erano frequentemente instradati agli scali posti sulle grandi vie d'acqua interne rappresentate dai fiumi Ob' e Enisej, e da qui trasportati via mare ai grandi porti di Murmansk e Arcangelo più a ovest; i bacini di Barents e Kara erano poi parte della cosiddetta "rotta artica", la via di collegamento navale più diretta tra il cuore della Russia e le regioni dell'Estremo Oriente russo. Snodo centrale di questi traffici era il porto di Dikson, che benché piuttosto modesto quanto a strutture era collocato alla congiungente delle rotte che univano il Mare di Kara al più orientale Mare di Laptev, nonché a quelle provenienti dagli estuari dell'Ob' e dello Enisej; a Dikson aveva poi sede una vasta flotta di navi rompighiaccio, indispensabili per mantenere sgombre le rotte navali almeno per una parte dell'anno.
Dopo l'avvio dell'invasione tedesca dell'Unione Sovietica nel giugno 1941, le forze della Wehrmacht iniziarono a guardare alle acque a nord della Russia, in particolare dopo l'avvio dei "convogli artici" che recapitavano a Murmansk gli aiuti per i sovietici forniti dal Regno Unito e dagli Stati Uniti d'America. Unità navali anche di grosso tonnellaggio della Kriegsmarine furono dislocate nei porti della Norvegia occupata come Bergen, Trondheim e Narvik, mentre gruppi sempre più numerosi di U-Boot presero a pattugliare le acque del Mare di Norvegia e del Mare di Barents. Alla fine del gennaio 1942 velivoli da ricognizione tedeschi sorvolavano abitualmente la penisola di Kola e il Mar Bianco, mentre i primi sommergibili conducevano puntate in direzione dello stretto di Jugor e dello stretto di Matočkin che dividevano il Mare di Barents da quello di Kara.
Alla metà di luglio 1942 il comandante della Kriegsmarine ammiraglio Erich Raeder approvò il lancio di una missione offensiva nel Mare di Kara con l'impiego, oltre che di sommergibili, anche di unità di superficie. Lo scopo della scorreria, un'azione propagandistica ma anche dagli obiettivi strategici, doveva essere quello di sconvolgere il traffico commerciale sovietico con la Siberia settentrionale, bombardando il porto di Dikson per renderlo inutilizzabile e affondando la flotta di rompighiaccio sovietici che garantiva la percorribilità delle rotte navali nel bacino; l'operazione era quantomai opportuna, visto che ai primi di luglio i servizi segreti dell'alleato Impero giapponese avevano segnalato ai loro corrispettivi tedeschi la partenza dal porto di Providenija nel Pacifico di un grosso convoglio sovietico (25 mercantili scortati da due rompighiaccio) diretto a ovest carico di materiali. L'operazione ricevette quindi il nome in codice di "Wunderland" (letteralmente "Paese delle meraviglie" in lingua tedesca).

## L'operazione

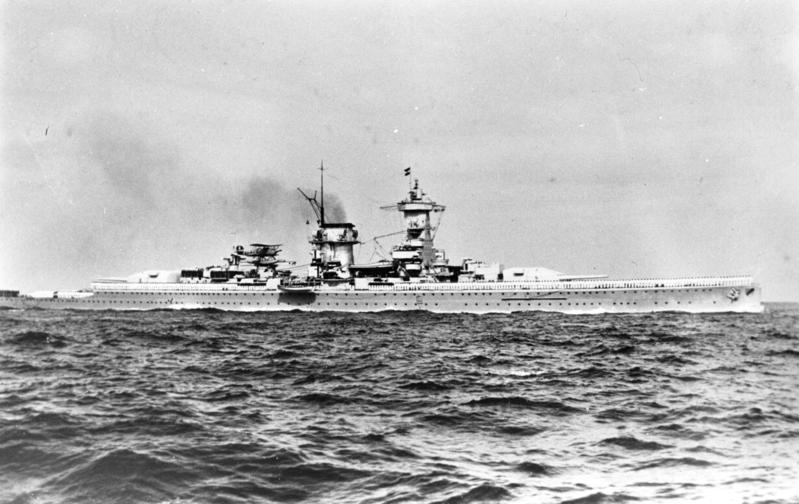
L'incrociatore Admiral Scheer in navigazione

L'azione tedesca prese il via il 10 agosto 1942, quando due sommergibili (U-251 e U-601) penetrarono nelle acque del Mare di Kara per svolgere una missione di ricognizione. Ricevuta conferma che nel bacino non stazionava alcuna grossa formazione navale sovietica, il 16 agosto il commodoro Wilhelm Meendsen-Bohlken prese il mare da Narvik al comando di un gruppo operativo composto dall'incrociatore pesante Admiral Scheer e dai cacciatorpediniere Z16 Friedrich Eckoldt, Z15 Erich Steinbrinck e Z4 Richard Beitzen, con rotta a est; altri U-Boot si diressero nel bacino per condurre attacchi indipendenti, onde distrarre e scompaginare le difese sovietiche.
Il primo successo della spedizione tedesca fu ottenuto dal sommergibile U-209, che la mattina del 17 agosto sorprese un piccolo convoglio costiero sovietico nelle acque del Mare della Pečora a ovest dello stretto di Jugor: usando il cannone di bordo, il sommergibile colò a picco i piccoli rimorchiatori Komsomolets e Komiles e due chiatte da 500 tonnellate di stazza da essi trainati, mentre un terzo rimorchiatore (il Nord) riuscì a mettersi in salvo. Le chiatte erano usate dalla polizia segreta sovietica (NKVD) per trasferire un gruppo di prigionieri politici alla volta dei Gulag siberiani, e ben 305 di essi perirono nelle acque gelate dopo gli affondamenti.
Dopo tre giorni di navigazione tranquilla nel Mare di Barents a oriente delle isole Svalbard, il 19 agosto le navi di Meendsen-Bohlken doppiarono Capo Želanija ed entrarono nel Mare di Kara. Il 20 agosto il comandante tedesco fece catapultare dallo Scheer un idrovolante da ricognizione Arado Ar 196, il quale avvistò nelle acque delle Isole di Mohn un gruppo di unità sovietiche; nebbia e ghiaccio impedirono l'intercettazione del convoglio da parte dei tedeschi, i quali quindi virarono verso nord-est alla volta dell'arcipelago di Nordenskiöld. Quello stesso 20 agosto il sommergibile U-456 tentò un attacco al rompighiaccio sovietico Feodor Litke sorpreso al largo di Beluš'ja Guba, ma mancò il bersaglio; il sommergibile ebbe più successo il 22 agosto quando colò a picco la piccola motobarca Chaika da 80 tonnellate, sorpresa ferma alla fonda presso l'entrata occidentale dello Stretto di Matočkin. Maggior successo ebbe il sommergibile U-601, che il 24 agosto sorprese e affondò con un siluro il mercantile sovietico Kuybyshev da 2332 tonnellate di stazza a nord-est di Dikson; il piccolo rimorchiatore Medvezhonok, che accompagnava il mercantile, fu parimenti colato a picco a cannonate dal sommergibile.
Il 25 agosto, verso le 12:00, la formazione di Meendsen-Bohlken avvistò al largo della costa nord-occidentale dell'Isola Russkij il rompighiaccio sovietico Sibiryakov; benché armato di un paio di cannoni, il rompighiaccio soccombette ai colpi da 280 mm dell'artiglieria dell'incrociatore tedesco, finendo affondato dopo una battaglia durata mezz'ora. Il gruppo di Meendsen-Bohlken rimase a incrociare nelle acque comprese tra le Mohn e le Nordenskiöld ma senza avvistare alcun bersaglio, per fare infine rotta verso sud alla volta di Dikson.
Il 27 agosto lo Scheer si presentò davanti Dikson, iniziando a bersagliare lo scalo con i suoi grossi calibri. Vari danni furono inflitti allo scalo e alle strutture a terra, anche se la reazione dei pochi pezzi delle batterie costiere sovietiche convinse infine Meendsen-Bohlken a interrompere l'azione e ritirarsi; la nave pattuglia SKR-17 Detznev e il rompighiaccio Revolutsioner, ancorati in rada, subirono gravi danni per il fuoco tedesco. Temendo la reazione delle forze aeree sovietiche, Meendsen-Bohlken fece subito rotta per le acque della Norvegia e, dopo tre giorni di navigazione nel Mare di Barents senza eventi di sorta, approdò incolume a Narvik il 30 agosto. Nel mentre, tra la fine di agosto e i primi di settembre i sommergibili U-251, U-255 e U-209 furono lasciati a pattugliare le acque del Mare di Kara, conducendo bombardamenti costieri ai danni di stazioni meteorologiche e fari a Capo Želanija (25 agosto), Khodovarikha (28 agosto) e sull'Isola della Solitudine (8 settembre), azioni che segnarono la fine dell'operazione Wunderland.

## Conclusione
La spedizione tedesca nel Mare di Kara si risolse solo in un modesto successo tattico: furono affondate alcune unità sovietiche e danneggiate delle strutture a terra, ma la flotta rompighiaccio sovietica non fu messa fuori combattimento e il convoglio proveniente dal Pacifico non venne intercettato, arrivando felicemente ad Arcangelo ai primi di ottobre. L'impiego di unità di superficie di grosso tonnellaggio come lo Scheer non solo non portò a risultati importanti, ma si dimostrò superfluo e rischioso alla luce dei maggiori successi ottenuti da mezzi insidiosi come i sommergibili; nonostante le potenzialità che simili attacchi al traffico sovietico potessero avere, nessuna scorreria di grosse proporzioni fu più organizzata dalla Kriegsmarine nelle acque del Mare di Kara.